# (37178) 2000 WD45
2000 WD45 (asteroide 37178) é um asteroide da cintura principal. Possui uma excentricidade de 0.14193440 e uma inclinação de 8.65097º.
Este asteroide foi descoberto no dia 21 de novembro de 2000 por LINEAR em Socorro.